# Dansk Melodi Grand Prix 1990
I Melodi Grand Prix 1990  var der for første gang tre værter: Dario Campeotto, Birthe Kjær og Zita Boye-Møller. Som flere gange tidligere var Henrik Krogsgaard kapelmester, mens koret bestod af Lei og Lupe Moe, Jacob Launbjerg og Peter Busborg.
58 indbudte sangskrivere havde takket ja til at indsende et bidrag til Dansk Melodi Grand Prix 1990. Først skulle fem af de ti numre udvælges til en anden runde, hvor de udvalgte skulle synges igen, hvorpå vinderen skulle findes. For første gang skete det ved telefonafstemning. 

## Deltagere
| Nr. | Sang                   | Kunstner                                             | Komponist(er) / sangtekstforfatter(e)             | Point  | Placering |
| 1   | "Inden længe"          | Kirsten Siggaard                                     | Jon Lundager / Mette Nybo                         | –      | 6.        |
| 2   | "Hva' er det du vil"   | Vocal Crew (Sidsel From, Mette Riis & Lena Brostrøm) | Jesper Malmose, Morten Wedendahl                  | –      | 6.        |
| 3   | "Krig og fred"         | Lecia                                                | Lecia Sundstrøm Jønsson                           | –      | 6.        |
| 4   | "Hallo hallo"          | Lonnie Devantier                                     | John Hatting, Torben Lendager / Keld Heick        | 68.628 | 1.        |
| 5   | "Berlin"               | Jørgen Olsen                                         | Wolfgang Käfer, Jørgen Olsen / Jørgen Olsen       | 25.675 | 3.        |
| 6   | "Det var en drøm"      | Helle Guldbech                                       | Jan Glæsel / Klaus Kjellerup                      | –      | 6.        |
| 7   | "Kender du typen?"     | Käte & Per                                           | Per Damgaard / Hilda og Keld Heick                | 14.153 | 5.        |
| 8   | "Fordi jeg elsker dig" | Aviaja Lumholdt                                      | Kim Helweg / Morten Nilsson                       | –      | 6.        |
| 9   | "Ræk mig din hånd"     | Birgitte Gade                                        | George Keller / Jens P. Meiner                    | 51.414 | 2.        |
| 10  | "Du er min musik"      | The Boyz (Klaus Phanareth & Jens Peter Clausen)      | Jens Peter Clausen, Kim Jacobsen, Klaus Phanareth | 15.904 | 4.        |